# Charles Poerson
Pour son fils, voir Charles-François Poerson.
Charles Poerson (Metz, vers 1609 - Paris, 1667), est un peintre français du XVIIe siècle.

## Biographie
Charles Poerson est le fils de Jean Poerson, marchand de Vic-sur-Seille établi bourgeois de la ville de Metz, et de Catherine Cointin, fille d'André-Constant Cointin.
Alors que sa famille, originaire de Vic-sur-Seille, est installée à Metz, paroisse Saint-Martin, il croise vraisemblablement Georges de La Tour, mais n'est pas devenu son élève. Il se forme à Nancy, puis se rend à Paris en 1633 et intègre l'atelier de Simon Vouet. 
En 1638, tandis qu'il travaille dans l'atelier de Simon Vouet, il le quitte et se met à son compte. Les commandes affluent. Il a une énorme production, en particulier dans le domaine de la tapisserie.

## Famille
- Jean Poerson, marié avec Catherine Cointin,
  - Charles Poerson, marié par contrat du 25 septembre 1638, célébré le 24 octobre 1638 en l'église Saint-Roch, avec Françoise-Marguerite Bruyant (1610-1670),
    - Marguerite Poerson, née à Paris le 28 septembre 1639, marié en premières noces en 1656 avec Jean-Baptiste Godefroy dont elle a eu un fils, Jacques. Remariée le 30 septembre 1658 avec Lancelot François (1625-1692) dont plusieurs enfants.
    - Marie-Marguerite Poerson, née à Paris le 20 février 1644, morte religieuse à Metz.
    - Marguerite-Françoise Poerson, née à Paris le 22 août 1645, mariée par contrat le 29 octobre 1671 avec Charles Chéron, morte à Marsal le 31 août 1708.
    - Anne-Gabrielle Poerson, née à Paris après 1646, mariée par contrat le 11 février 1668 avec Nicolas Rouffaux, morte à Metz le 2 août 1709.
    - Charles-François Poerson, né à Paris le 20 octobre 1653 et marié le 21 avril 1692 à Paris avec la fille de David Chaillou, Marie-Philiberte (vers1677 à Paris-1736 au Palais Mancini) sans postérité. Il décède à Rome le 2 septembre 1725 et est inhumé en l'Église Saint-Louis-des-Français de Rome où sa veuve le rejoint en 1736. Son tombeau est sculpté par Pierre de L'Estache, pensionnaire pendant son directorat et plus tard lui-même directeur de l'Académie, de 1737 à 1738.

## Œuvres

### Peintures
Élève de Simon Vouet, dont il perpétue longtemps le style, Charles Poerson reçoit de nombreuses commandes religieuses : il est chargé de peindre le « May » des orfèvres de 1642, La Prédication de saint Pierre à Jérusalem, pour la cathédrale Notre-Dame de Paris ; il réalise aussi celui de 1653, Saint Paul à Malte piqué par une vipère. Il est également employé par le cardinal de Richelieu pour le décor de la « galerie des hommes illustres » (détruite) de son palais (actuel Palais-Royal). Des vestiges nous sont parvenus : L'élection de Suger abbé de Saint-Denis et Louis VII arrive aux funérailles de l'abbé Suger (musée des Beaux-Arts de Nantes).
- Cimma et Sinorix, huile sur toile, musée de la Cour d'Or, Metz[2]
- Allégorie du mariage de Gaston d'Orléans, pierre noire sur papier, musée des Beaux-Arts de Rennes

### Cartons de tapisserie
C'est le troisième peintre, après Philippe de Champaigne et Jacques Stella, impliqué dans la série des quatorze tapisseries pour la tenture de la Vie de la Vierge devant orner l'intérieur de la cathédrale Notre-Dame de Paris, réalisée entre 1638 et 1657, à la suite du vœu de 1636 de Louis XIII et du cardinal de Richelieu à la Vierge Marie. Il en dessina les onze derniers cartons de 1650 à 1657 : 
- L'Annonciation, musée des Beaux-Arts d'Arras
- Le Couronnement de la Vierge, Musée régional de Mayence
- La Visitation
- La Nativité
- L'Adoration des Mages
- La Purification de la Vierge (Présentation du Christ au Temple)
- La Fuite en Égypte
- Jésus et les Docteurs
- Noces de Cana
- Dormition de la Vierge
- Assomption
- Couronnement de la Vierge

Ces tapisseries, acquises en 1739 par le chapitre cathédral de Strasbourg, sont actuellement exposées dans la nef de la cathédrale Notre-Dame de Strasbourg chaque année, pendant la période de l'Avent jusqu'à l'Épiphanie (6 janvier).